# Bujalance
Bujalance – gmina w Hiszpanii, w prowincji Kordoba, w Andaluzji, o powierzchni 124,82 km². W 2011 roku gmina liczyła 7896 mieszkańców.